# 大麻北町
大麻北町（おおあさきたまち）とは、北海道江別市の町丁。郵便番号は069-0861。人口は1,173人、世帯数は556世帯（2023年12月1日現在）。丁目の設定のない単独町名である。住居表示は全域で未実施。

## 地理
大麻北町は町の境界線部が3番通、4番通、12丁目通、道央自動車道であり、また、町内を11丁目通が横断している。

## 歴史

### 年表
- 1984年（昭和59年）
  - 4月20日 - 「元野幌」の一部が「大麻北町」に町名地番変更[5]。

### 町名の変遷
町名の変遷は以下の通りである。
| 実施後   | 実施年月日    | 実施前（各町名ともその一部） |
| -------- | ------------- | ---------------------------- |
| 大麻北町 | 1984年4月20日 | 元野幌                       |

## 世帯数と人口
2023年（令和5年）12月1日現在の世帯数と人口は以下の通りである。
| 町丁     | 世帯    | 人口    |
| -------- | ------- | ------- |
| 大麻北町 | 556世帯 | 1,173人 |
| 計       | 556世帯 | 1,173人 |

### 人口の変遷
国勢調査による人口の推移。
| 1995年（平成7年）  | 1,173人 | [ 6 ]  |  |
| 2000年（平成12年） | 1,215人 | [ 7 ]  |  |
| 2005年（平成17年） | 1,249人 | [ 8 ]  |  |
| 2010年（平成22年） | 1,205人 | [ 9 ]  |  |
| 2015年（平成27年） | 1,189人 | [ 10 ] |  |
| 2020年（令和2年）  | 1,340人 | [ 11 ] |  |

### 世帯数の変遷
国勢調査による世帯数の推移。
| 1995年（平成7年）  | 345世帯 | [ 6 ]  |  |
| 2000年（平成12年） | 364世帯 | [ 7 ]  |  |
| 2005年（平成17年） | 382世帯 | [ 8 ]  |  |
| 2010年（平成22年） | 391世帯 | [ 9 ]  |  |
| 2015年（平成27年） | 398世帯 | [ 10 ] |  |
| 2020年（令和2年）  | 474世帯 | [ 11 ] |  |

## 小・中学校の通学区
小・中学校の通学区は以下の通り。
| 町丁     | 字・番地                                                                                         | 小学校       | 中学校       |
| -------- | ------------------------------------------------------------------------------------------------ | ------------ | ------------ |
| 大麻北町 | 521番地の29-34、523番地の１、523番地の８-46、523番地の54-137                                     | 大麻東小学校 | 大麻東中学校 |
| 大麻北町 | １番地-521番地の28、521番地の35-全域、522番地、523番地の２-７、523番地の47-53、523番地の138-全域 | 大麻泉小学校 | 大麻東中学校 |

## 施設

### 公園
- うらじろ公園（大麻北町511-19）[13]
- めばえ公園（大麻北町523-17）[13]
- ゆうやけ公園（大麻北町518-58）[13]

### 医療・福祉
- きたまち歯科医院（大麻北町518-76）[14]
- きたまち薬局（大麻北町519-1-2）[15]
- 在宅療養支援診療所北町クリニック（大麻北町607-2）[16]
- 介護付有料老人ホームきらり（大麻北町607-2）[16]
- 介護老人保健施設はるにれ（大麻北町607-2）[16]
- 介護付有料老人ホーム花音（大麻北町607-2）[16]
- 社会福祉法人すばる（大麻北町608）[17]

### 住宅
- リーセント大麻三番通（大麻北町519-3）[18]

### 企業・店舗
- セブンイレブン 江別大麻北町（大麻北町518-57）[19]
- セリア 大麻北町店（大麻北町519）[20]
- ホクレンショップFoodFarm大麻北町店（大麻北町519-2）[21]
- シャトレーゼ 大麻北町店（大麻北町519-2）[22]
- フードD 365LISTA店（大麻北町521-29）[23]
- ツルハドラッグ 大麻北店（大麻北町521-34）[24]

### その他
- 大麻ドライビングスクール（大麻北町523）[25]

## 交通

### 鉄道
- 鉄道駅は町内には存在しない。最寄り駅は函館本線の大麻駅。
  - 北海道旅客鉄道
    - ■函館本線

### バス
- 町内に北海道中央バスの路線がある[26]。

### 道路
- 一般国道
  - 町内に一般国道は存在しない[27]。

- 一般道道
  - 町内に一般道道は存在しない[27]。

- 都市計画道路
  - 3・3・303 3番通[27][28]
  - 3・4・312 4番通[27][28]
  - 3・4・323 11丁目通[27][28]